# Die Strategie der Spinne
Die Strategie der Spinne (La strategia del ragno) ist der vierte abendfüllende Spielfilm des italienischen Regisseurs Bernardo Bertolucci und wurde 1970 im italienischen Fernsehen aufgeführt. Der Film erzählt, wie ein junger Mann in die Kleinstadt des vor seiner Geburt ermordeten Vaters, eines antifaschistischen Helden, kommt und dessen Mythos auf den Grund geht. Mit ungewöhnlichen Bildern werden die Themen Erinnerung und Geschichtsschreibung in individueller und kollektiver Form behandelt.

## Handlung
Der junge Athos Magnani kommt eines Sommers in den fiktiven Ort Tara in der Emilia, wo sein Vater, der gleichnamige Athos Magnani, gelebt hat und 1936, vor der Geburt des jungen Athos, umgebracht worden ist. Der Mörder ist nie ermittelt worden; in Tara finden sich einige Denkmäler und Gedenktafeln zu Ehren des antifaschistischen Helden. Athos der Sohn beginnt nach der Wahrheit zu forschen. Eingeladen hat ihn Draifa, die damals die Geliebte seines Vaters war. Weitere Einblicke in die Vergangenheit vermitteln ihm die drei älteren Herren Costa, der Culatello-Hersteller Gaibazzi und der Kinobesitzer Rasori, die damals Mitkämpfer seines Vaters waren.
Draifa vermutet den Mörder von Athos senior unter den lokalen Faschisten. Athos Magnani senior wurde während einer Vorführung der Oper Rigoletto umgebracht. Wenige Tage zuvor hatte eine Wahrsagerin bei ihm Tod vorausgesehen – wie bei Macbeth, bemerkt Athos junior – und hatte einen noch ungelesenen Brief bei sich – wie Julius Cäsar, stellt Athos junior fest. Draifa meint daraufhin, er müsse gebildet sein. Bei seinen weiteren Nachforschungen entdeckt er, dass sein Vater und Costa, Gaibazzi und Rasori anlässlich eines geplanten Besuchs Mussolinis in Tara einen Anschlag auf den Duce planten, der aber verraten wurde; die Polizei fand die Bombe. Nun konzentriert sich Athos junior auf die Frage, wer der Verräter war. Schließlich bekennen sich die drei Mitkämpfer dazu, Athos senior getötet zu haben. Denn Athos senior gestand ihnen, selbst der Verräter zu sein; sein Motiv dazu bleibt im Dunkeln. Um der Bewegung durch diesen Umstand nicht zu schaden, sondern gar zu nützen, schlug er ihnen vor, den Mord an ihm mit einer durchdachten Inszenierung zu begleiten und den Faschisten anzulasten. Nach der Entzauberung seines Vaters steht Athos junior vor der Frage, ob er die Wahrheit öffentlich machen und den Menschen im Ort ihren Helden nehmen oder das Geheimnis für sich behalten soll. Bei seiner Rede anlässlich der Einweihung eines neuen Denkmals für seinen Vater entscheidet er sich, den Mythos zu bewahren. Als er am Ende aus Tara abreisen will, meldet der Lautsprecher eine Verspätung des Zuges, gefolgt von der Ankündigung einer noch längeren Verspätung. Zuletzt folgt die Kamera den Gleisen, die immer stärker von Unkraut überwachsen sind.

## Literarische Vorlage, Zitate und visuelle Anleihen
Bertolucci bezieht sich in der Strategie der Spinne auf zahlreiche Werke der Literatur, Musik und Malerei. Ausgangspunkt für Bertoluccis Drehbuch war eine Kurzerzählung von Jorge Luis Borges, das Thema vom Verräter und vom Helden. Diese ist im Irland des 19. Jahrhunderts angesiedelt; der ermordete Held ist ein Freiheitskämpfer gegen die Herrschaft der Engländer. Sie enthält auch die Elemente der Todesprophezeiung aus Macbeth und des ungelesenen Briefs von Julius Cäsar.
Der Name von Draifa kommt, wie die Figur selbst gegenüber Athos erklärt, davon, dass ihr Vater ein Bewunderer von Dreyfus war. Ein Kind rezitiert Verse des Dichters Giovanni Pascoli. Der Name des Ortes, Tara, entspricht jenem der Baumwollplantage im Roman Vom Winde verweht; fare la tara heißt aber auch auf Italienisch, nicht alles für bare Münze zu nehmen, und tara steht für Fehler oder Gebrechen.
Die Musik von Giuseppe Verdi hat Bertolucci weniger wegen dessen politischer Bedeutung beim Risorgimento eingesetzt, sondern weil Verdi aus der Region stammt und seine Musik auch eine mythische Dimension habe, die gut zur mythischen Figur des Athos senior passe.
Zahlreich sind in der Strategie auch die visuellen Anleihen. Schon der Vorspann zeigt Gemälde von Antonio Ligabue, dem die Landschaften der Poebene oft als Sujet dienten; sein Löwenmotiv taucht auch in der Handlung kurz auf. Mit dem nächtlichen Bahnhof, seiner kleinen Laterne und dem warmen Licht wird das Gemälde L’empire des lumières von René Magritte zitiert.
Der Bahnhof wirkt eher häuslich einladend und nicht wie ein Transitpunkt, was Athos’ Schwierigkeit verdeutlicht, aus Tara wegzukommen. Magritte ähnlich, weisen auch viele andere Szenen eine blaue Tönung auf, weil sie im Licht zwischen Nachmittag und Abend gedreht wurden. Das Städtchen selbst (Drehort: Sabbioneta) ist ein geometrisches Labyrinth, dessen Straßen mit ihren Seitenbögen und ihrer Leere an die Gemälde von Giorgio de Chirico erinnern.
Mittels der visuellen Zitate schafft Bertolucci eine Welt, in der Bilder auf andere Bilder verweisen, aber nicht auf reale Ereignisse.

## Form
Die in den dreißiger Jahren angesiedelten Szenen sind keine Rückblenden im eigentlichen Sinne, sondern Darstellungen des Vergangenen durch die gegenwärtigen Protagonisten; deshalb verwendete Bertolucci auch keine jüngeren Darsteller, sondern ließ die gleichen alten Gesichter sich selbst vor dreißig Jahren spielen. Athos junior ist von Athos senior meistens nur am roten Halstuch zu unterscheiden.

## Deutungen
„Wer sich jetzt die Frage stellt, die wir leider eingeübt haben, was der Autor damit sagen wollte, begeht einen strategischen Fehler. Denn die Explizifierungsversuche gehen – zumindest während des Films – auf Kosten des Vergnügens.“ Dennoch haben verschiedene Autoren den Film zu deuten versucht. Athos junior wandele durch Tara wie zwischen Kulissen; es komme das Gefühl auf, „dass für den Sohn eine harmlose Bühne aufgestellt worden ist als Gegenstück zu der tragischen Bühne, die der Vater für sich selbst aufgestellt hatte.“ Historische Zeit wird ersetzt durch mythische Zeit, wo sich Figuren und Ereignisse wiederholen und duplizieren, wo politische Akte nicht nur frühere Akte kopieren, ja sogar die Literatur; es ist eine Variante des in Bertoluccis Werken häufigen Doppelgängermotivs. Heldentum und Verrat, geschichtliche Fakten und Mythen sind daher nicht unterscheidbar, Geschichte ist für die Wahrheitsfindung nicht zugänglich.
Vier Monate vor den Dreharbeiten im Sommer 1969 hatte Bertolucci eine Psychoanalyse begonnen, währenddessen erarbeitete er, teils ohne es selber zu ahnen, Ansätze für die Strategie der Spinne. Tara steht gemäß Bertolucci für das Unterbewusste. Athos junior betritt ein Reich des Todes – es ist vom Rest der Welt abgeschnitten, es leben fast nur alte Leute dort, man hört Oper auf der Straße – und wenn man dieses erst einmal betreten habe, sei es schwer wieder wegzukommen. „In Tara lebt das Leben nicht, sondern vollstreckt nur die Zeichen, die der Determinismus des Drehbuchs setzt.“
Der Filmtitel wird aus der Handlung selbst nicht erklärt. Spinnenweibchen zeigen das Verhalten, nach dem Begattungsakt das geschwächte Männchen aufzufressen. Die Strategie des Männchens (ragno ist männlich) besteht darin, sich, von ihr erregt, zurückzuziehen, nach einer Masturbation den Samen aufzusammeln und nach einer Erholungspause das Weibchen damit zu befruchten. In der Handlung entzieht sich Athos junior Draifas plumpen Versuchen, ihn auf ihrem Gut festzuhalten. Jedoch kann er sich nicht aus den Verstrickungen des Historischen entwinden. Aber auch Deutungen der Erzählstrategie gegenüber dem Publikum des Films sind möglich.
Bertolucci hat selbst eine konkrete politische Lesart des Vater-Sohn-Konfliktes angeboten, als er das Verhältnis zwischen Athos junior und senior mit jenem zwischen den Führern der kommunistischen Partei Italiens Enrico Berlinguer und Palmiro Togliatti verglich, als Erstem der Stalinismus des Letzteren bewusst wurde.

## Herstellung und Aufnahme durch das Publikum
Die Strategie der Spinne war eine Koproduktion mit dem italienischen Fernsehen RAI, das seine erste Drehbuchfassung unverändert akzeptierte und nicht in die Produktion eingriff – für Bertolucci der beste Produzent, der volle Freiheit gewähre. Da in Italien keine Kinoauswertung vorgesehen war, filmte man im Format 4:3. Der Film wurde im Oktober 1970 im Fernsehen innerhalb von fünf Tagen zweimal ausgestrahlt und soll dabei 20 Mio. Zuschauer erreicht haben.
- 1001 Filme – Die besten Filme aller Zeiten: „Wenige Filme bewirken eine so wunderbare ästhetische Verwirrung: Betrachtet man ihn ohne die Erwartung, Fragen beantwortet zu bekommen, wird man reich belohnt.“[21]